# Nicolás de Ugarte y Gutiérrez
Nicolás de Ugarte y Gutiérrez Vega (Poza de la Sal, província de Burgos, 1849 - Madrid, 14 de gener de 1932) fou un militar i enginyer espanyol, acadèmic de la Reial Acadèmia de Ciències Exactes, Físiques i Naturals.
Era milita de l'Exèrcit de Terra espanyol, en el que assolí el grau de coronel del Cos d'Enginyers, arribant a segon cap de la Brigada Topogràfica i professor de mecànica a l'Acadèmia d'Enginyers. També estudià ciències a la Universitat Central de Madrid. Posteriorment va ser cap de la Secció Quarta de l'Estat Major Central de l'Exèrcit.
El 1906 fou escollit acadèmic de la Reial Acadèmia de Ciències Exactes, Físiques i Naturals, de la en va prendre càrrec l'any següent amb el discurs Materia y espíritu, Mecánica y justicia.

## Obres
- Cálculo gráfico y análitico de intensidades (1893)
- Cálculo gráfico de vigas rectas